# 松田洋祐
松田洋祐（まつだ ようすけ、1963年4月27日 - ）は、日本の実業家。現株式会社 スクウェア・エニックス・ホールディングス、スクウェア・エニックス等の代表取締役社長。公認会計士。

## 来歴・人物
富山県高岡市出身。富山県立高岡高等学校を経て、1987年に東京大学教育学部を卒業。
友人が入社したことをきっかけに特に深い理由はなく、三井生命保険相互会社に入社。その後、公認会計士試験に合格し、アクタス監査法人等で勤務した。1998年に株式会社スクウェアに入社するも2000年に退社。しかし2001年にスクウェア社長に就いた和田洋一の招聘により再入社した。入社の理由は、「リスクの高いエンターテイメントビジネスにおいて、リスク分散や資金調達など自身の財務ノウハウを生かしたいと考えたため」だったと述べている。
2003年に株式会社スクウェア・エニックス発足と同時に同社執行役員経理財務部長となり、2004年からは株式会社スクウェア・エニックス取締役経理財務担当。
組織変更に伴い、2008年に株式会社スクウェア・エニックス・ホールディングス取締役経理財務担当に就任、2013年3月より同社代表取締役専務、6月より株式会社スクウェア・エニックス・ホールディングス及びスクウェア・エニックス代表取締役社長に就任。
愛称は「ヘッドショットおじさん」。社長就任に当たり、愛好しているFPSでよく頭部を狙撃することから、「ファイナルファンタジーXIV」のプロデューサー兼ディレクターの吉田直樹に命名されたものである。同作における正式な肩書でもあり、スタッフロールや一周年記念メッセージにおいて、「ヘッドショットおじさん」または「Mr. Headshot」としてクレジットされている。「ファイナルファンタジーXIV: 蒼天のイシュガルド」のスタッフロールでは「Production Executive」という肩書であったが、名前の後に「Mr. Headshot」が括弧書きで添えられていた。また2013年の「コール オブ デューティ ゴースト」の発売直前のイベントで、自身も参加してプレイした際にしばらく初期装備のハンドガンだけで通した逸話から、「ハンドガン社長」とも呼ばれることもある。
2023年5月を以ってスクウェア・エニックス代表取締役社長を、同年6月を以ってスクウェア・エニックス・ホールディングス代表取締役社長を退任、同時に両社からも退社。
2023年10月23日、株式会社PocketRDのエグゼクティブアドバイザーに就任。

## 出演
社長就任後、以下の自社ゲームに本人役で登場している。いずれも本編とは無関係のおまけで、戦闘を行うことになる。
- ファイナルファンタジーXV - 「FINAL FANTASY XV 発売前夜祭公式コミュニティ特番！」で使用された特別コンテンツ「ミステリーディスク」にて最後のボスとして登場した[9]。
- ニーア オートマタ - DLC「3C3C1D119440927」にてボスとして登場。セリフは上記FF15のものを一部流用している[10]。開発元のプラチナゲームズ・佐藤賢一社長との共演（佐藤はバトル後半に乱入する形で出演）[10]。なおBGMは本編用の「生マレ出ヅル意思」のボイスを差し替えた専用アレンジで、松田単独のソロバージョン「生マレ出ヅル意思／社長（ソロ）」と、佐藤とのデュエットバージョン「生マレ出ヅル意思／社長（デュエット）」があり、『NieR：Automata Arranged & Unreleased Tracks』に収録された[11]。